# Amstetten
Amstetten ist eine Stadt im Südwesten Niederösterreichs, dem Mostviertel. Sie ist Sitz der Bezirkshauptmannschaft Amstetten und zählt 24.008 Einwohner (Stand 1. Jänner 2025).

## Geografie

### Lage
Die Stadtgemeinde Amstetten liegt an historisch-traditionellen, topographisch vorgegebenen Durchzugswegen – als Nadelöhr zwischen den Voralpen im Süden sowie dem granitenen Ausläufer der Böhmischen Platte, der hier von der Donau durchschnittenen Neustadtler Platte. Sie grenzt im Westen und Osten an die üppigen Bauernlandschaften des Mostviertels. Diese Faktoren – Transit und Landwirtschaft – haben auch die historische Entwicklung bis in die Neuzeit geprägt, und speziell die Entwicklung zum heutigen Wirtschafts- und Handelsplatz im Gleichklang mit historischen Wandlungen – dem Verlust der Bedeutung militärischer Sicherung, die Amstetten bis zur Grenze des Bestands führte, und der gestiegenen Bedeutung des Transports, mit dem Amstettens Bedeutung traditionell direkt zusammenhängt – gefördert.
So liegt die Stadt heute an der Westautobahn A 1 und an der Westbahn. Als wichtiges Tor zum Ennstal ist sie das wirtschaftliche Zentrum des westlichen Mostviertels mit dem Gerichtsbezirk Amstetten mit etwa 110.000 Einwohnern geworden.
Die Stadtgemeinde besteht nicht nur aus dem eigentlichen Stadt-Kerngebiet, sondern erstreckt sich über sechs Katastralgemeinden: Edla, Hausmening und Mauer bei Amstetten. Weiters sind Preinsbach, Schönbichl sowie Ulmerfeld der Gemeinde angegliedert.

### Gewässer
Neben mehreren teils recht wasserreichen Bächen (unter anderem Gschirmbach, Edlabach, Preinsbach, Mühlbach) finden sich zwei Flüsse in Amstetten: die kleine Url, die kurz vor Amstetten in die Ybbs mündet, den Hauptfluss der wasserreichen Region. Sie ist auch Wappenfluss Amstettens. Erst umfangreiche Dammverbauten – als neben Eisenbahn und Straße dritte, das Stadtgebiet früher zertrennende Linie, das bis heute größte städtebauliche Problem – konnten die Ybbs hindern, die Stadt regelmäßig zu überfluten. Sie trennt (mehrfach überbrückt) die südlicher gelegenen Teile Allersdorf, Greinsfurth, Ulmerfeld sowie Hausmening vom übrigen Stadtgebiet. Die Ybbs, die Amstetten im Süden ursprünglich begrenzte und heute durchschneidet, war bis in die 1960er Jahre beliebter Badefluss der Amstettner, und ihr Wasser speiste auch das alte Freibad. Sie war aber in den 1970er Jahren von der Papier- und Zellstoffindustrie des Ybbstales nahezu ruiniert, wurde jedoch in den 1990er Jahren durch Reinigung der Einleitungen mittels Kläranlagen zunehmend in der Wasserqualität verbessert. Der früher als Holztrift genutzte Fluss bietet heute nach dramatischen Maßnahmen zur Wassergüteverbesserung streckenweise wieder ein beliebtes Ziel des Naherholungsraumes (Angel- und Badesport). Die Wasserqualität der Ybbs gilt gegenwärtig als sehr gut.

### Klima
Amstetten liegt in der Klimaprovinz des österreichischen Alpenvorlandes und im Übergangsbereich zwischen feuchtem ozeanischem Klima im Westen Europas und trockenem kontinentalem Klima im Osten.
Aufgrund der geschützten Lage ist es im Schnitt 3 bis 6 °C wärmer als in den umliegenden Gemeinden.
Die durchschnittliche Jahrestemperatur beträgt etwa 9 bis 12 °C. Die durchschnittliche Jahresniederschlagsmenge beläuft sich auf 1.000 mm, wobei die häufigsten Niederschläge in Form von Regen und in den Sommermonaten zu verzeichnen sind.
Besonders in den Herbst- und Wintermonaten kommt es aufgrund der Beckenlage häufig zu hartnäckiger Inversionsbewölkung, wodurch die Sonnenscheindauer sehr gering ist.
Der Wind weht meist nur schwach bis mäßig mit Stärken von 2 bis 3 Beaufort, hauptsächlich aus westlicher Richtung.
Nur bei Hochdruckwetterlagen treten häufig Ostwinde auf. Diese wehen sehr beständig und oft mehrere Tage hindurch und können sehr kräftig ausfallen, erreichen jedoch selten mehr als Windstärke 7.
Starke Stürme sind eher selten. Sie kommen ausschließlich aus dem Westen, erreichen jedoch hin und wieder Windgeschwindigkeiten von über 100 km/h, wodurch es alle paar Jahre zu starkem Windbruch in den umliegenden Forsten kommt.
|                        | Jan  | Feb  | Mär  | Apr  | Mai  | Jun  | Jul   | Aug  | Sep  | Okt  | Nov  | Dez  |   |      |
| Mittl. Temperatur (°C) | −1,4 | 0,1  | 4,0  | 8,6  | 13,8 | 16,6 | 18,6  | 18,1 | 14,0 | 8,7  | 3,2  | 0,1  | ⌀ | 8,7  |
| Mittl. Tagesmax. (°C)  | 1,4  | 3,9  | 9,0  | 14,3 | 20,0 | 22,3 | 24,6  | 24,3 | 19,8 | 13,4 | 6,3  | 2,8  | ⌀ | 13,6 |
| Mittl. Tagesmin. (°C)  | −3,8 | −2,4 | 0,3  | 3,8  | 8,6  | 11,5 | 13,4  | 13,2 | 9,9  | 5,4  | 0,8  | −2,1 | ⌀ | 4,9  |
|                        |      |      |      |      |      |      |       |      |      |      |      |      |   |      |
| Niederschlag (mm)      | 55,7 | 49,0 | 57,6 | 63,9 | 92,6 | 95,7 | 112,9 | 89,1 | 64,2 | 56,7 | 67,0 | 67,6 | Σ | 872  |
|                        |      |      |      |      |      |      |       |      |      |      |      |      |   |      |
| Luftfeuchtigkeit (%)   | 80,1 | 72,2 | 61,3 | 55,6 | 54,0 | 58,0 | 56,1  | 56,0 | 61,7 | 68,6 | 78,7 | 83,1 | ⌀ | 65,4 |

| −3,8 |

| −2,4 |

| 0,3 |

| 3,8 |

| 8,6 |

| 11,5 |

| 13,4 |

| 13,2 |

| 9,9 |

| 5,4 |

| 0,8 |

| −2,1 |

| −3,8 |

| −2,4 |

| 0,3 |

| 3,8 |

| 8,6 |

| 11,5 |

| 13,4 |

| 13,2 |

| 9,9 |

| 5,4 |

| 0,8 |

| −2,1 |

| N i e d e r s c h l a g | 55,7 | 49,0 | 57,6 | 63,9 | 92,6 | 95,7 | 112,9 | 89,1 | 64,2 | 56,7 | 67,0 | 67,6 |
|                         | Jan  | Feb  | Mär  | Apr  | Mai  | Jun  | Jul   | Aug  | Sep  | Okt  | Nov  | Dez  |

### Gemeindegliederung
Das Gemeindegebiet umfasst folgende sechs Ortschaften (in Klammern Einwohnerzahl Stand 1. Jänner 2025):
- Amstetten (15.694)
- Greinsfurth (1198)
- Hausmening (1983)
- Mauer bei Amstetten (2348)
- Neufurth (1870)
- Ulmerfeld (915)

Die Gemeinde besteht aus den Katastralgemeinden Amstetten, Edla, Hausmening, Mauer bei Amstetten, Preinsbach, Schönbichl und Ulmerfeld.

### Nachbargemeinden
|                                     | Ardagger                                     | Viehdorf                 |
| Zeillern, Oed-Oehling               | Kompassrose, die auf Nachbargemeinden zeigt  | St. Georgen am Ybbsfelde |
| Aschbach-Markt, Kematen an der Ybbs | Winklarn, Neuhofen an der Ybbs, Allhartsberg | Euratsfeld               |

## Geschichte

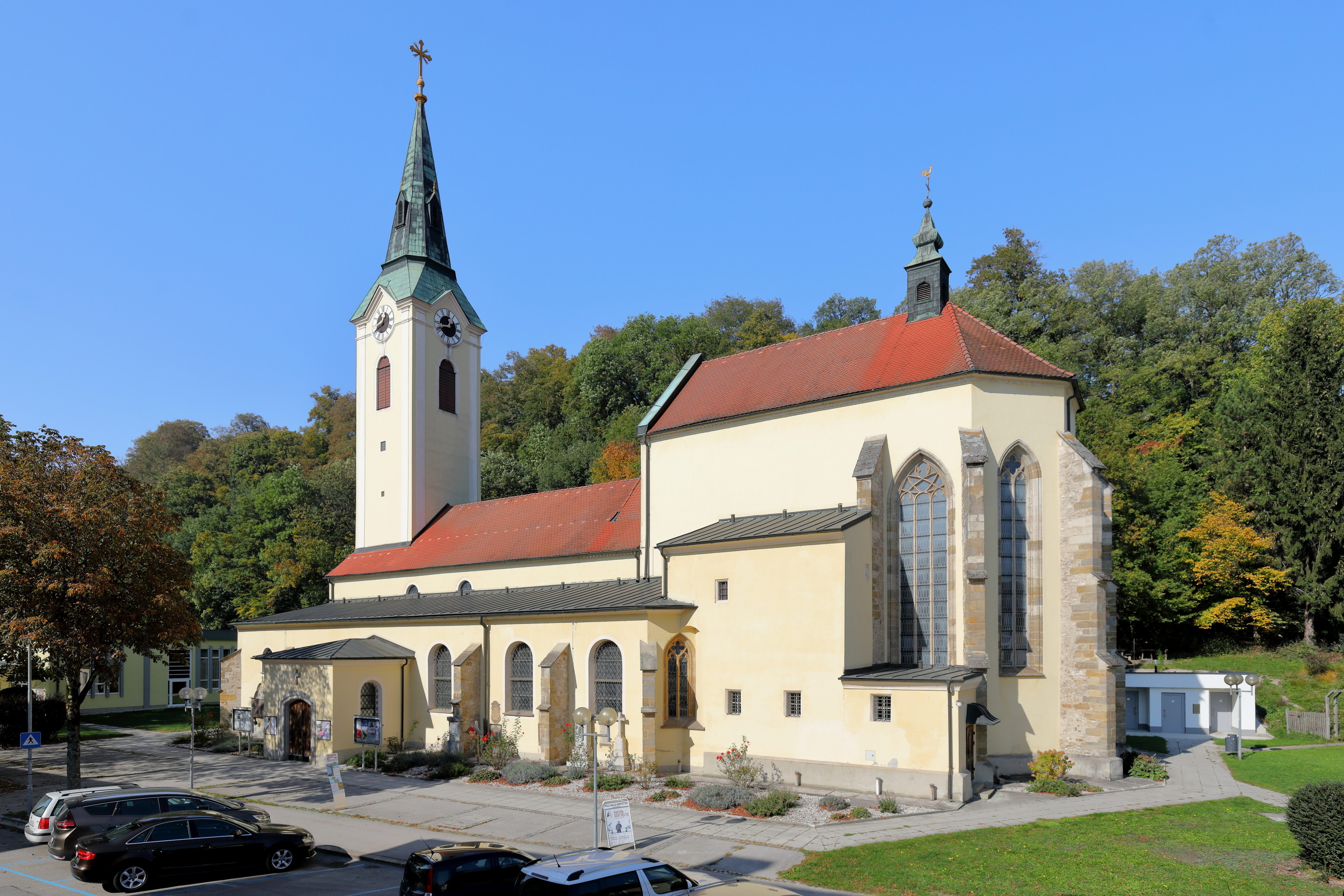
Pfarrkirche St. Stephan

Wie Funde zeigen, war das Gebiet schon in der Jungsteinzeit, Bronzezeit und Eisenzeit besiedelt. Im Stadtteil Mauer befinden sich bedeutende Ausgrabungsstätten, in denen antike römische Funde gemacht wurden, Mauer war in der Römerzeit Teil des Kastells Locus Felicis. 1937 wurde hier der bedeutendste römerzeitliche Schatzfund Österreichs gemacht: das Inventar eines Heiligtums des Gottes Jupiter Dolichenus. Die Bronzestatuetten und Bronzevotivstandarten, Silbervotive, Bronzegeschirr und Eisengeräte wurden vermutlich um 233 n. Chr. vergraben. Heute befinden sie sich im Kunsthistorischen Museum in Wien. Amstetten lag an einer damals bereits wichtigen Durchzugslinie: Die römische Limesstraße hat alle späteren Durchzugsstraßen (B 1) vorweggenommen. Zur Zeit der Völkerwanderung war das Land aber wieder weitgehend entvölkert, lediglich Slawen siedelten sich an. Im 7. Jahrhundert nutzten die Awaren die Römerstraße. Ihr entlang zogen später auch die Heere, die Karl der Große in den Kampf gegen die Awaren führte. Die Schlacht von 788 „In campo Ibose“ – am Ybbsfeld bei Neumarkt an der Ybbs – ist urkundlich gesichert.
Im 9. Jahrhundert wird die als „Slawenland“ titulierte Gegend – noch heute gehen viele Orts- und Flurnamen auf slawische Worte zurück – sowohl von Salzburg wie von Passau aus besiedelt und christianisiert. Es ist nicht mehr ganz klärbar, ob nicht sogar die Pfarre St. Stephan mit umgebenden Grundstücken und Pfarrhof vor dem eigentlichen Ort Amstetten bestand, auch wenn sie nicht zu den Urpfarren der Gegend gehörte. Auf jeden Fall dürfte es der älteste Teil sein, der sich Amstetten nannte. Von 903 bis 955 war das Gebiet vorerst aber noch von Ungarn besetzt – bis zur Enns. Zu dieser Zeit dürfte im Stadtteil Eisenreichdornach bzw. einer Römerstraße nach St. Georgen entlang bereits ein von Dornenhecken umgebener Hof bestanden haben.

### Zeit ab dem 10. Jahrhundert
Leopold I. erhielt 976 als Lehen eine Markgrafschaft am Donautal (aus welcher später Österreich entstand) und dieses umfasste auch Amstetten. 995 wurde der heutige Stadtteil Ulmerfeld als ein Freising’scher Markt das erste Mal urkundlich erwähnt. Als Ort selbst wird es erst 1111 als Markt des Bischofs von Passau urkundlich genannt, und seine Stärkung, die v. a. eine Stärkung der Pfarre St. Stephan war, war wahrscheinlich schlicht Passauisches Zurückdrängen der Salzburger Urpfarre Winklarn, dem damaligen „Ipusa“ (Ybbs). Der Name „Amstetten“ stammt wahrscheinlich von ahd. ambahtsteti, Amtstätte, Amtstadt. Etwa aus dieser Zeit stammt auch der Kern des ältesten noch erhaltenen Baus Amstettens: des Nordteils der gotischen (nur wenig barockisierten) Stadtpfarrkirche St. Stephan.
1321 wurde die Burg in Ulmerfeld unter dem Freisinger Bischof Konrad III. erbaut und der Ort mit Zustimmung des ersten Habsburgers als Römisch-deutschem König Rudolf I. mit einer Stadtmauer ausgebaut.
Auch der Markt Amstetten erhielt die Erlaubnis zur Errichtung einer Befestigung, nutzte diese jedoch kaum. Es kam lediglich zu temporären Wehrgraben- und Hügelanlagen, von denen noch heute einige zu sehen sind. Nicht zuletzt deshalb ist die Geschichte des Marktes in Spätmittelalter und beginnender Neuzeit eine Aneinanderreihung von Plünderungen, Brandschatzungen und Verwüstungen – durch Bauernaufstände, Ungarn, Hussiten oder andere Streitigkeiten. Vollständig niedergebrannt ist der Ort unter anderem 1509 und im Türkensturm 1529, der als „sein tiefster und schrecklichster Niedergang“ bezeichnet wird, sodass der Ort etwa bis 1542 verödete und leer stand und damit auch seine Marktprivilegien jahrzehntelang verlor. Die kaiserlichen Urkunden waren schlicht verbrannt.
Immerhin wird aber 1662 wieder ein „Spitalmeister“ eines bischöflichen Spitales, das bald den Bürgern übergeben wurde, in den Annalen erwähnt. Und dies obwohl von der Mitte bis zum Ende des 16. Jahrhunderts der Großteil der Bevölkerung evangelisch war, sich auch die Marktrechte trotz der katholischen Marktherren, der Passauer Bischöfe, zurückerstritten hatten. Durch die Gegenreformation freilich kam es bis Anfang des 17. Jahrhunderts durch harte Maßnahmen zu einem regelrechten „Bevölkerungsaustausch“ mit dem bemerkenswerten Indiz für den „gemäßigten Sinn“ der Einwohner, weil es im ganzen Raum Amstetten nicht einen einzigen Hexenprozess gab. Zwar arbeitete sich der Markt gegen starke Konkurrenz Seiseneggs (mit dem Landgericht für Verbrechensrecht) und Ardaggers bald zum wichtigsten Ort dieses Teiles des Mostviertels hoch, doch stand er stets im Schatten der viel bedeutenderen Eisenstädte Waidhofen und Steyr. Amstetten fehlten auffällig wichtige Faktoren, die überall sonst Merkmale bürgerlich-städtische Entwicklung waren: Ein Kloster, und Juden.
Diesem Höhenflug schadete der Dreißigjährige Krieg zwar weniger als anzunehmen war, denn die Gegend war durch die Nähe zur kriegswichtigen „Eisenwurzen“ (als Waffenschmiede) durch kaiserliche Privilegien abgabenbegünstigt. Dennoch war Amstetten, das 1640 seine erste Poststation bekam, durch Einquartierungen und Versorgungsverpflichtungen, aber auch durch die Pest, ausgeblutet und geschwächt. Auch wenn der Merianstich von 1649 mit der wohl historisch bekanntesten Ansicht des Marktes diesen wieder mit einer ansehnlichen Zeile von gemauerten Bürgerhäusern um den zentralen Hauptplatz zeigt.
Langsam kam der Ort gegen Ende des 17. Jahrhunderts wieder in die Höhe. Mit der wirtschaftlichen Stellung als Marktplatz stieg auch die Bedeutung als Gerichts- und Steuerort, allerdings nach wie vor nur mit Marktrecht. Für die erstaunliche Entfaltung auch überregionaler Beziehungen spricht unter anderem die Tatsache, dass die Matrikenbücher der ältesten Pfarre, St. Stephan, äußerst hohe Anteile von Heiraten mit „Auswärtigen“ aufweisen. Häufig dabei solche, die in Amstetten zuvor Arbeit gefunden hatten.
Der Aufbruchsstimmung des Barock – die über das aufblühende Wallfahrtswesen (Sonntagberg mit phasenweise über eine Million Pilgern im Jahr) auch Amstetten berührte – konnte auch der schwerste europäische Pesteinbruch von 1679, der den Ort halb entvölkerte, oder die verheerende Ruhrepidemie von 1684 mit etwa 110 Toten nur wenig anhaben. Beim neuerlichen Einbruch der Türken und Tataren 1683, der das ganze Land in Panik versetzte, und das befestigte Ulmerfeld Zufluchtsort der Amstettner wurde, gelang es tatsächlich kaiserlichen Truppen, den blank liegenden Ort zu verteidigen und vor den schlimmsten Verwüstungen zu bewahren. Die richtete ohnehin die Truppenversorgung „aus dem Land“ an. Warum ist nicht klärbar – Amstetten dürfte das gesamte 18. Jahrhundert über sein Marktrecht aber wieder verloren haben. Ein Pfarrbericht von 1718 aus St. Stephan weist inklusive der Filialkirche Viehdorf 1870 Erwachsene und 523 Kinder auf.

### 19. Jahrhundert
1803 endeten mit dem Reichsdeputationshauptschluss die Herrschaftsrechte der beiden geistlichen Fürstentümer Passau und Salzburg. 1805 kam es bei Amstetten zu einem größeren Gefecht. Die aus Bayern nach dem Sieg über die Österreicher bei Ulm (die damit Bayern räumen mussten) gegen Wien vorrückenden Franzosen trafen auf die zurückweichenden Russen unter Kutusow, die sich „auf den Höhen von Amstetten festgesetzt“ (Napoleon) hatten, und hier geschlagen wurden. In Folge wurde auch der Ort geplündert und zu großen Teilen niedergebrannt. Napoleon berichtet in seinen Memoiren „Mein Leben“ von 400 Toten und Verwundeten sowie 1500 gefangenen Russen. Das Gefecht findet auch bei Lew Tolstoi in „Krieg und Frieden“ Erwähnung.
1850 bzw. 1868 wurde Amstetten Sitz der Bezirkshauptmannschaft des Bezirks. Es erhielt im selben Jahr ein Bezirksgericht mit einem Gefängnis.
Seinen Durchbruch erlebte Amstetten schließlich erst in dieser Zeit, und zwar mit der Eröffnung der Kaiserin-Elisabeth-Westbahn, der heutigen Westbahn (1858) und vor allem der Kronprinz-Rudolf-Bahn (1872). Letztere war eine „Notlösung“, weil die Bürger von Blindenmarkt sich gegen die zu erwartende Schmutz- und Lärmbelastung ausgesprochen hatten, die Bahntrasse deshalb nicht wie in Amstetten im Ort selbst geführt werden durfte. Damit war Amstetten zum wichtigen Bahnknotenpunkt mit den steirischen Erz- und Holzgebieten und dem Ennstal geworden. Die Bedeutung der Eisenbahn für Amstetten kann gar nicht hoch genug eingeschätzt werden, und zwar nicht nur, weil der Kaiser auf seiner Fahrt nach Bad Ischl ab und zu hier Halt machte, um zum Beispiel die neu eröffnete Klosterkirche der Schulschwestern zu besichtigen. Eine der für die Ortschaft folgenreichsten Gründungen des 19. Jahrhunderts in seiner Bedeutung als Schulplatz war eben die Errichtung einer Filiale der Schulschwestern von Judenau 1876, die bald deren größte wurde. In der ersten Hälfte des 20. Jhdts. gab es Perioden – so zum Beispiel während des Zweiten Weltkriegs – wo am und um den Bahnhof bis zu 5000 Menschen beschäftigt waren. Um die Jahrhundertwende vom 19. zum 20. Jahrhundert wuchs die Einwohnerzahl der Stadt.
Unter dem Bürgermeister Johann Wagmeister wurden auch Dammbauten an der Ybbs errichtet, die später nach neuerlichen Hochwässern erhöht werden mussten. Der verheerende Brand vom 17. Juni 1877 brachte einen Rückschlag: Fast der gesamte Ort brannte nieder, wodurch sich die geringe Anzahl älterer Bauten erklärt. 1897 erhob Kaiser Franz Joseph I. Amstetten schließlich zur Stadt. Diese wuchs stark: Greimpersdorf, Edla, Dornach, Eggersdorf wurden einverleibt. 1898 begann der Neubau der Herz-Jesu-Kirche, die ab 1939 Zentrum der zweiten Stadtpfarre wurde.

### Von der Monarchie bis zum Zweiten Weltkrieg

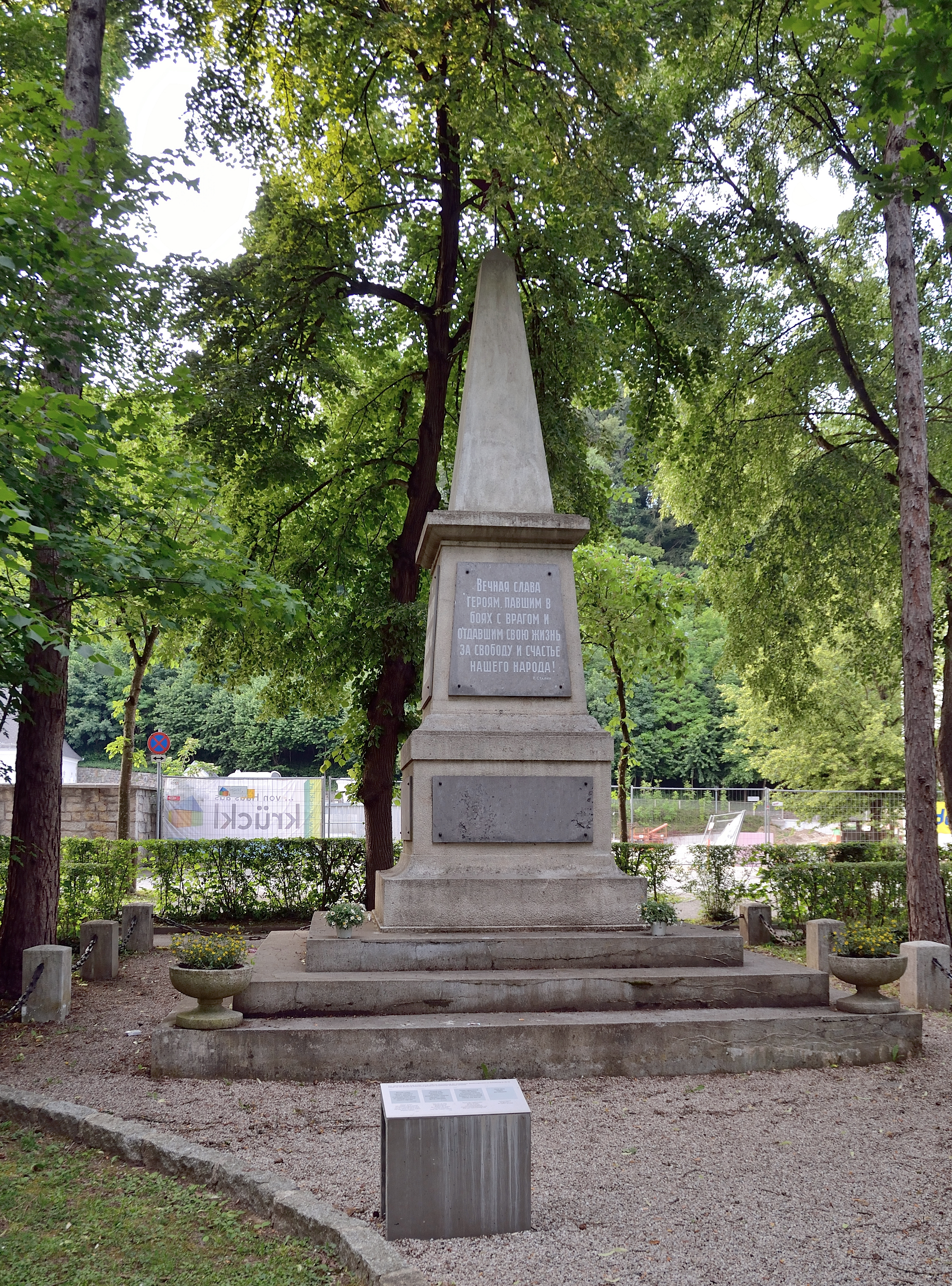
Denkmal der Roten Armee im Schulpark

Amstetten war auch Garnisonsstadt der k.u.k. Armee, des österreichischen Bundesheeres (Kommando Melk), das nach dem Anschluss Österreichs 1938 in der Wehrmacht aufging. In den strategischen Überlegungen des Kalten Krieges war Amstetten „militärischer Schlüsselraum“.
Die Handelsakademie und Handelsschule Amstetten wurde 1932 gegründet.
Auf den hohen Blutzoll der Bevölkerung in den Weltkriegen des 20. Jahrhunderts weist ein großes Kriegerdenkmal im Stadtpark, auf die Opfer ideologischer Verfolgung 1934 und 1938–1945 ein Denkmal am „neuen Friedhof“, und auf verstorbene Rotarmisten zwei Denkmäler an prominenten Plätzen hin. 1978 wurde der Bau der Kaserne „Ostarrichi“ beschlossen, die im September 1982 feierlich ihrer Bestimmung übergeben wurde.
1937 wurde in Mauer bei Amstetten der bedeutendste römerzeitliche Schatzfund Österreichs, der Jupiter Dolichenus gemacht, der sich heute im Kunsthistorischen Museum in Wien befindet.
Im Zweiten Weltkrieg wurde Amstetten am 15. Dezember und 28. Dezember 1944 sowie am 25. Februar, 1. März, 2. März, 16. März und 20. März 1945 von der 15. US-Luftflotte angegriffen. Gegen Ende des Krieges wurden in Amstetten ein Frauen- und ein Männerlager als Nebenlager des KZ Mauthausen errichtet. Nur wenige Bewohner der Stadt gaben nach dem Ende der NS-Diktatur an, etwas von den örtlichen NS-Verbrechen gesehen oder gewusst zu haben.
Die Stadt wurde am 8. Mai 1945 von amerikanischen und sowjetischen Truppen besetzt.
Die Israelitische Kultusgemeinde Amstetten bestand von 1861 bis 1938.

### Kriegsende und Wiederaufbau
Als Bahnknotenpunkt war Amstetten während des Krieges von strategischer Wichtigkeit als Kriegsziel und wurde deshalb mehrmals von US-Amerikanern und später von den sowjetischen Truppen schwer bombardiert. Die Reparaturarbeiten an der Infrastruktur wurden vornehmlich von KZ-Insassen durchgeführt. Das schwerste Bombardement erlitt die mit Flüchtlingstrecks und sich zurückziehenden Wehrmachtsteilen vollgestopfte Stadt dabei erst in den letzten Apriltagen 1945, ausgelöst von einer längst sinnlosen Fliegerabwehrreaktion der zur Bewachung der KZ-Häftlinge stationierten SS-Truppen. Dieser Angriff forderte alleine über 200 Tote, neben schwersten Zerstörungen, darunter eines der wenigen erhalten gebliebenen Bauwerke aus dem Mittelalter, der „Kilianbrunnen“, an der Stelle des mittelalterlichen Prangers.
Seit dem 16. Jahrhundert wurden in Amstetten Ziegel gebrannt, was der Stadt im Westteil ihr topographisches Gepräge (Kreuzberg und Sonnleitenberg) gab. Dies war ein wichtiger Faktor dafür, dass der Wiederaufbau nach 1945 vergleichsweise zügig voranging.
Schon kurz nach dem Kriege kam es zur Neuerrichtung demokratischer Strukturen, die sich im Ringen der Bevölkerung um österreichische Identität und Gestalt in aus heutiger Sicht nahezu Don-Camillo-ähnlichen Auseinandersetzungen zwischen den „Schwarzen“ (ÖVP) und den „Roten“ (SPÖ) mit den von der sowjetischen Militärverwaltung akzeptierten Wochenblättern Amstettner Bote (später Niederösterreichische Nachrichten; gegründet 1946 von Josef Wagner und Franz Biberauer) und Amstettner Zeitung (von den Nazis aus privatem Besitz der Familie Queiser enteignet, von den Russen 1946 der SPÖ übergeben, 1947 aufgegeben) mit wahren „Schildbürgereien“ abspielten.
Seine heutige Ausdehnung erreichte die Stadtgemeinde Amstetten 1972 unter Bürgermeister Johann Pölz (siehe: „Pölz-Halle“, die Stadthalle) mit der Eingemeindung der damals selbständigen Gemeinden Preinsbach, Mauer und Ulmerfeld-Hausmening, wobei Ulmerfeld und Hausmening schon früher zusammengelegt wurden. Damit ist Amstetten endgültig zum wirtschaftlichen und schulischen Mittelpunkt des westlichen Niederösterreich geworden, wenn auch das hohe Wachstum erst verdaut, Amstetten um sein historisches Gesicht neu ringen muss.
Durch anhaltende Baumaßnahmen verfügt Amstetten heute über eine sehr moderne Infrastruktur. Nicht zuletzt das Stadtzentrum ist in den letzten Jahrzehnten völlig umgestaltet worden, so dass Amstetten den Charakter eines reinen Transitortes, Industrie- und Bankplatzes, dessen Ortsgebiet durch die Westbahn-Hochgeschwindigkeitsstrecke und bedeutenden Bundesstraßen (B 1 und B 121 Weyerer Straße ins Ybbstal) zerklüftet ist, etwas verloren hat. Ein Imagewechsel, der unter anderem auch durch internationale Musical-Sommerproduktionen vollzogen werden sollte.
2008 erregte die Stadt durch den Fall Josef Fritzl weltweite Aufmerksamkeit.

### Bevölkerungsentwicklung
| Amstetten: Einwohnerzahlen von 1869 bis 2025        | Amstetten: Einwohnerzahlen von 1869 bis 2025 | Amstetten: Einwohnerzahlen von 1869 bis 2025 | Amstetten: Einwohnerzahlen von 1869 bis 2025 | Amstetten: Einwohnerzahlen von 1869 bis 2025 |
| --------------------------------------------------- | -------------------------------------------- | -------------------------------------------- | -------------------------------------------- | -------------------------------------------- |
| Jahr                                                |                                              |                                              |                                              | Einwohner                                    |
| 1869                                                | 1869                                         |                                              | 4.313                                        | 4.313                                        |
| 1880                                                | 1880                                         |                                              | 6.086                                        | 6.086                                        |
| 1890                                                | 1890                                         |                                              | 7.254                                        | 7.254                                        |
| 1900                                                | 1900                                         |                                              | 10.287                                       | 10.287                                       |
| 1910                                                | 1910                                         |                                              | 14.415                                       | 14.415                                       |
| 1923                                                | 1923                                         |                                              | 14.715                                       | 14.715                                       |
| 1934                                                | 1934                                         |                                              | 17.311                                       | 17.311                                       |
| 1939                                                | 1939                                         |                                              | 18.574                                       | 18.574                                       |
| 1951                                                | 1951                                         |                                              | 17.380                                       | 17.380                                       |
| 1961                                                | 1961                                         |                                              | 19.086                                       | 19.086                                       |
| 1971                                                | 1971                                         |                                              | 21.695                                       | 21.695                                       |
| 1981                                                | 1981                                         |                                              | 21.989                                       | 21.989                                       |
| 1991                                                | 1991                                         |                                              | 21.972                                       | 21.972                                       |
| 2001                                                | 2001                                         |                                              | 22.595                                       | 22.595                                       |
| 2011                                                | 2011                                         |                                              | 22.847                                       | 22.847                                       |
| 2021                                                | 2021                                         |                                              | 23.669                                       | 23.669                                       |
| 2025                                                | 2025                                         |                                              | 24.008                                       | 24.008                                       |
| Quelle(n): Statistik Austria, Gebietsstand 1.1.2021 |                                              |                                              |                                              |                                              |

## Kultur und Sehenswürdigkeiten
- Schloss Edla
- Schloss Ulmerfeld

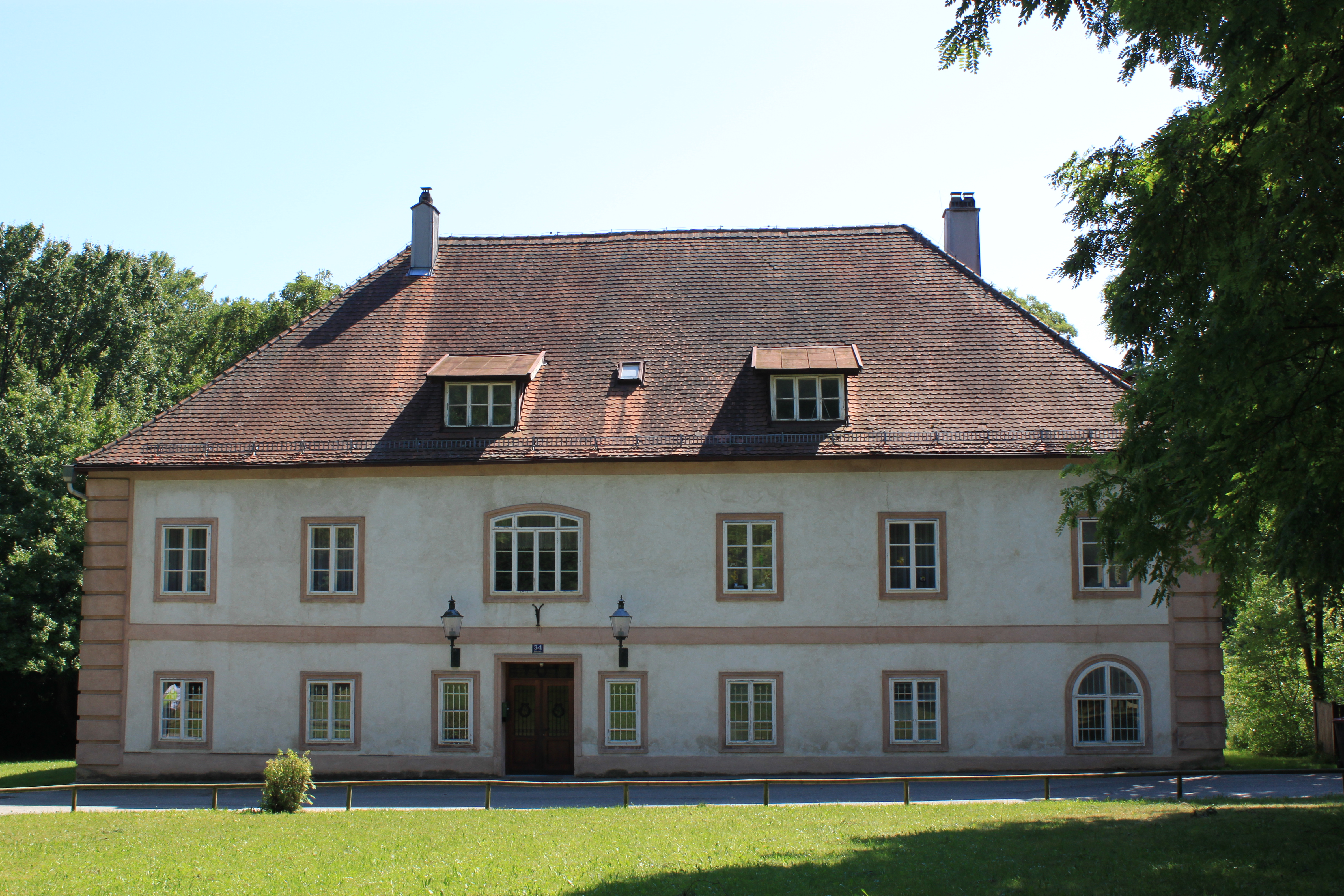
Schloss Edla

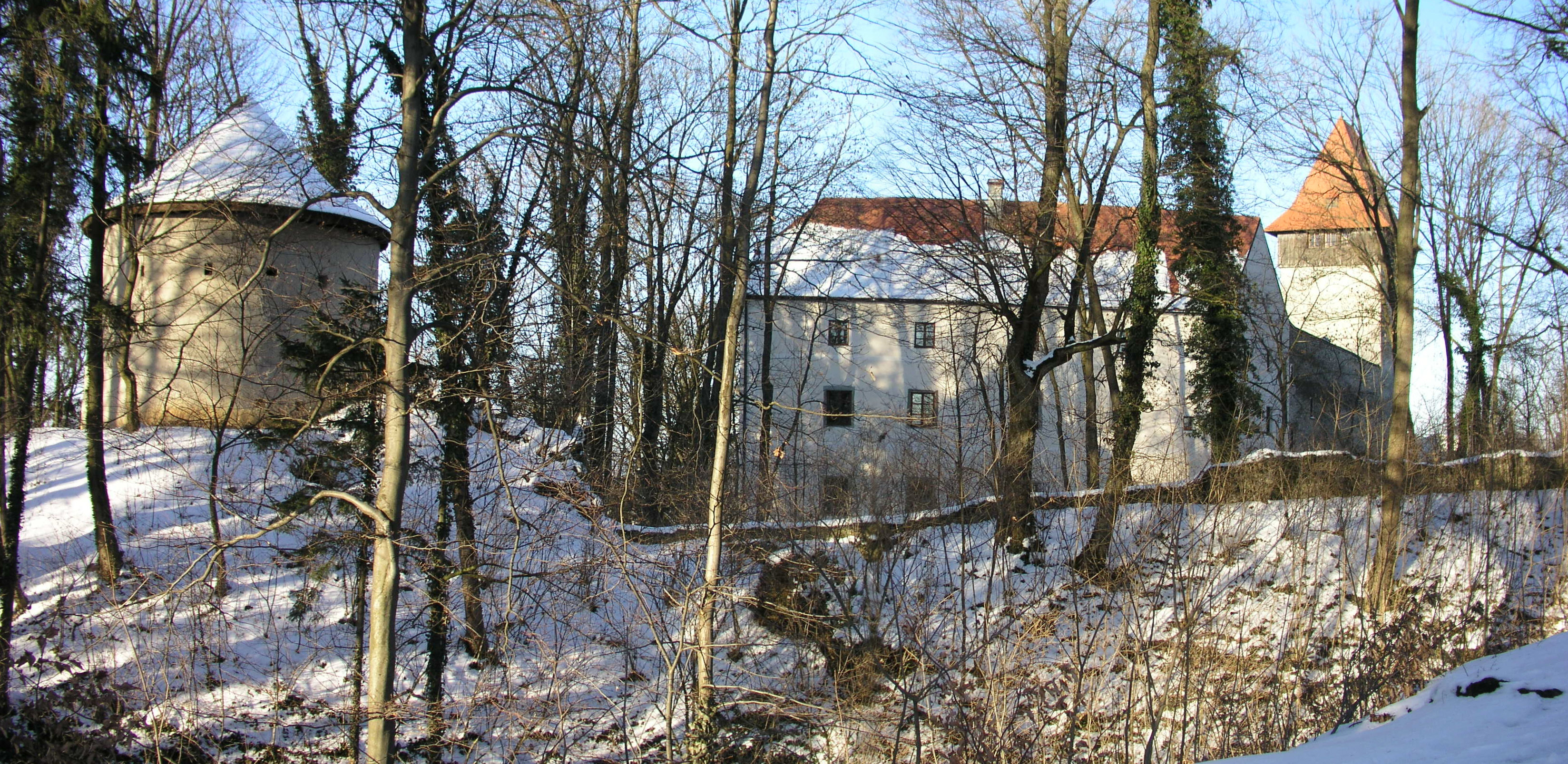
Schloss Ulmerfeld

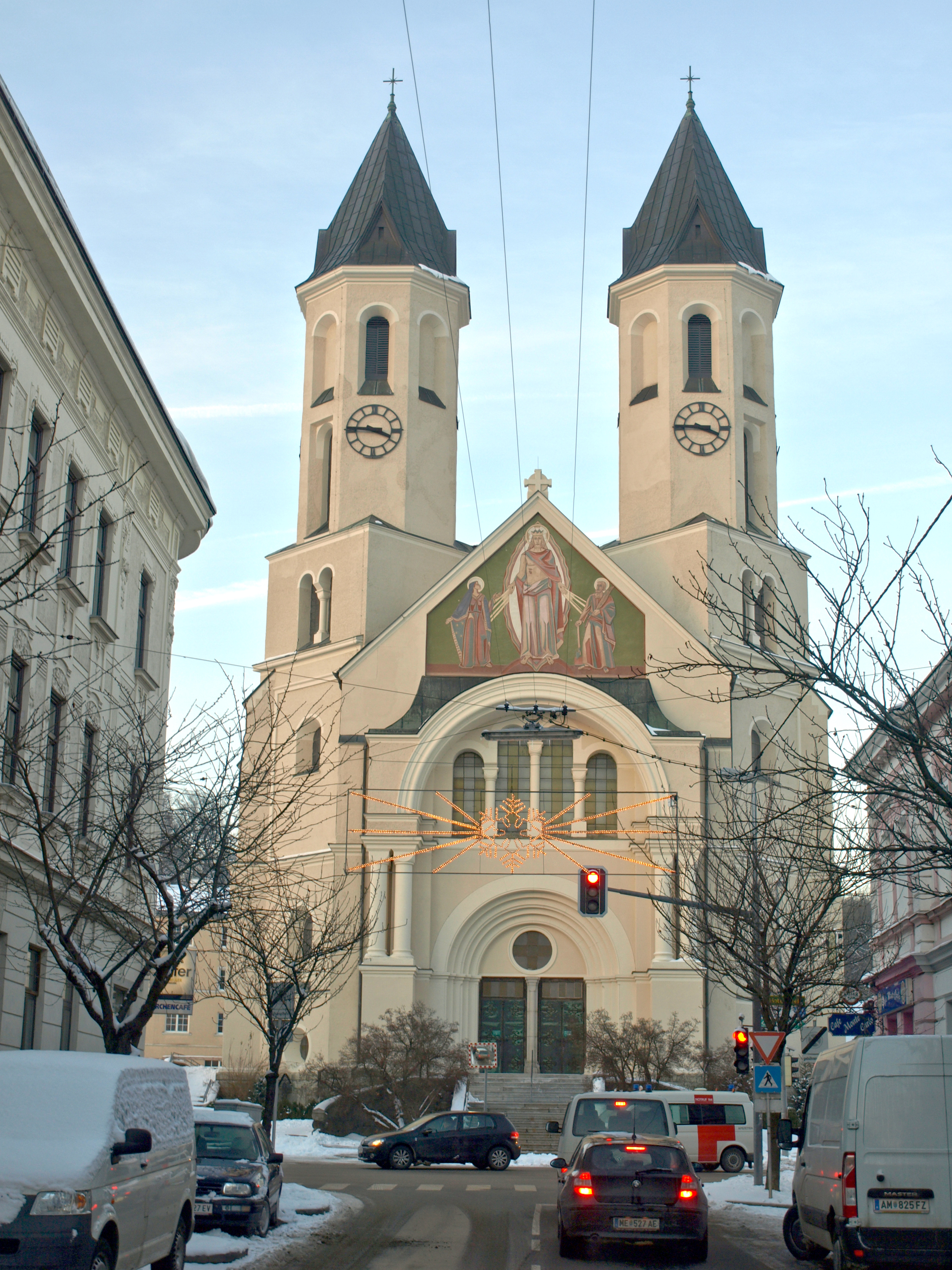
Pfarrkirche Amstetten-Herz Jesu

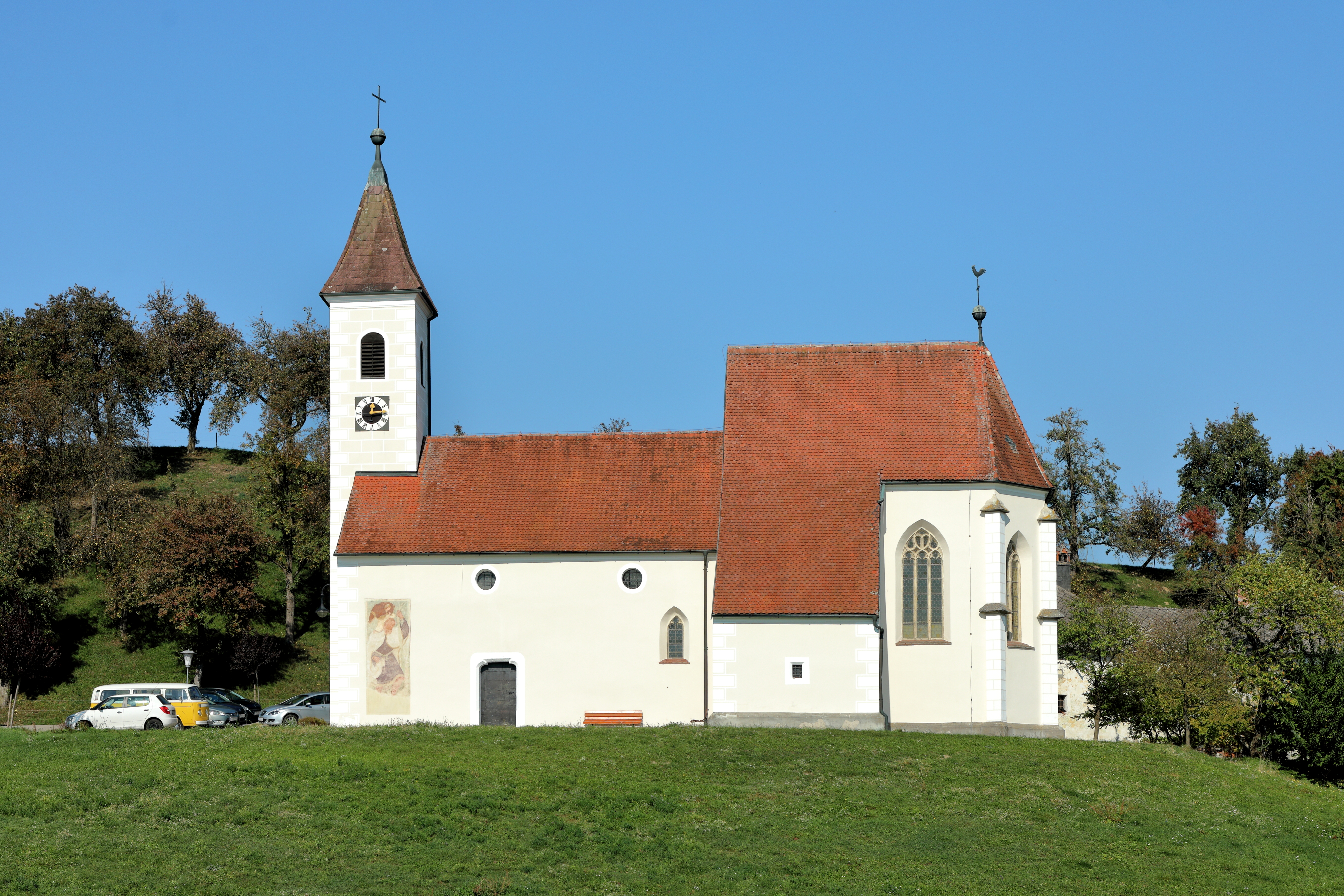
Filialkirche Eisenreichdornach

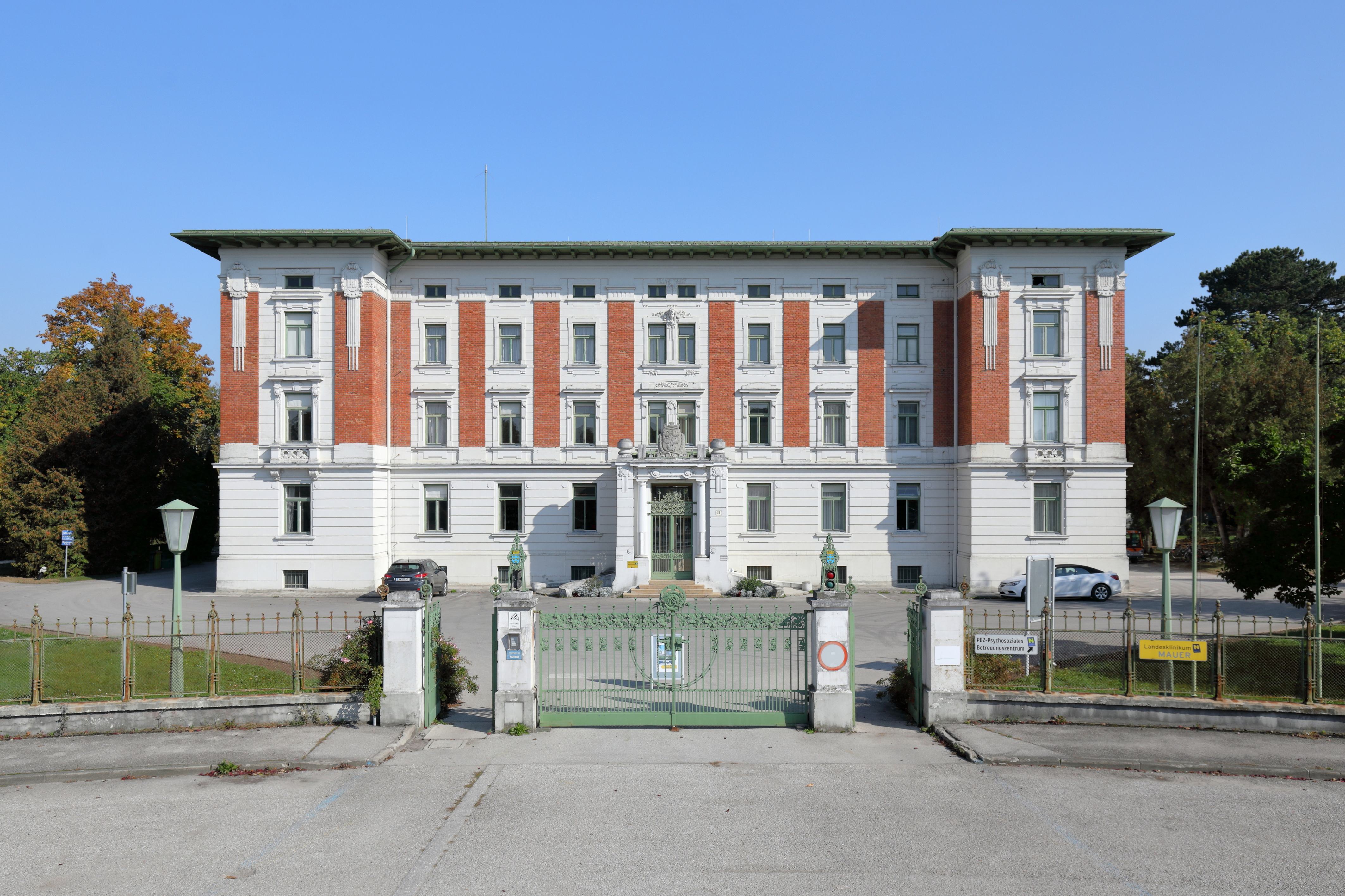
Landesklinikum Mauer

- Katholische Pfarrkirche Amstetten-St. Stephan: Die im Kern gotische Stadtpfarrkirche mit Kreuzrippengewölben, zahlreichen barocken Gemälden, dem klassizistischen Hochaltar, spätmittelalterlichen Grabplatten und Statuetten, gut erhaltenen Fresken und einem Triptychon aus dem 15. Jahrhundert in der frühgotischen Taufkapelle
- Katholische Pfarrkirche Amstetten-Herz Jesu, die nach schweren Kriegsbeschädigungen 1953 im damaligen vereinfachten Bauhaus-Stilanklang wieder instand gesetzt wurde
- Katholische Klosterkirche der Kongregation der Schulschwestern vom 3. Orden des heiligen Franziskus, deren Inneres komplett mit Bilderfolgen und Ornamenten im Stile des Klassizismus ausgemalt ist
- Evangelische Heilandskirche Amstetten
- Katholische Pfarrkirche Amstetten-St. Marien: Im Kontrast dazu die jüngste Kirche Amstettens, die 1973 erbaute Pfarrkirche St. Marien im Stadtteil Allersdorf als mutiger und energischer Versuch, die pastoralen Neuansätze des 2. Vatikanischen Konzils umzusetzen, zu nennen.
- Katholische Pfarrkirche Ulmerfeld Hll. Peter und Paul
- Katholische Filialkirche Eisenreichdornach hl. Agatha

Im Stadtgebiet von Amstetten selbst, das von mehreren Bächen durchzogen wird, befinden sich naturnahe Spazierwege und Parkanlagen. Darunter der Edla-Park mit der Besonderheit eines Landschaftsparks, der nach dem Ideal der Renaissance ein Kompendium der Flora der damals bekannten Welt darstellte, mit dem schlichten Landschloss Edla. Dazu der Schulpark mit großen Gefallenendenkmälern sowie der Hofmühlpark in Hausmening. Das Rathaus am heute zur Fußgängerzone umgestalteten Hauptplatz (mit regelmäßigen Märkten) behielt bei den in den 1980er Jahren erfolgten Modernisierungsumbauten seine klassizistische Fassade nahezu im Originalzustand, während der Gebäudekern völlig erneuert wurde.
Beim Bundesgymnasium beginnt ein Planetenweg, der am Mühlbach entlang und am „Schwarzen Weg“ bis zum Pluto in Greinsfurth verläuft.
Ein wichtiges Industriebaudenkmal ist der ehemalige Wasserturm am heute noch riesigen Bahnhofsgelände (etwa 1880), der aber nicht von innen besichtigt werden kann und Freizeitnutzungen zugeführt wurde. Gleiches lässt sich über das Elektrizitätswerk an der Ybbs in Klein-Greinsfurth sagen, das noch heute – modernisiert – einen Gutteil der Amstettner Stromversorgung leistet.
Die Nervenheilanstalt in Mauer wurde im Jugendstil von Carlo von Boog erbaut.
Museen
Im Gemeindegebiet befinden sich:
- das Mostviertler Bauernmuseum im Besitz der Familie Distelberger
- die Privatsammlung eines heimatverbundenen Mostviertlers über das einfache Leben früherer Epochen
- die Historische Waffensammlung Urschitz, eines Amstettners, der noch bis vor wenigen Jahren die Waffen der Schweizergarde des Vatikans herstellte.

Regelmäßige Veranstaltungen
Jährlich wird am 24. April im Stadtteil Ulmerfeld der Georgi-Kirtag und am 29. September der Michaeli-Kirtag gefeiert. Ein wöchentlicher Bauernmarkt am Donnerstag und Samstag in der Fußgängerzone gehört zur festen Einrichtung.
Amstetten bietet ein breites kulturelles Angebot: Das Konzert- und Theaterprogramm der Amstettner Veranstaltungsbetriebe (AVB) ist überregional bekannt. Im Bereich der Musik betreibt der Musikverein der Stadt Amstetten mehrere Kapellen; die Amstettner Musikanten waren unter der Leitung von Robert Pussecker zwischen 1991 und 2007 am Projekt Alpine Aspects beteiligt, mit dem sie international auf Festivals aufgetreten sind. Das Stadtkulturamt bietet weitere Kulturaktivitäten an, wie etwa Kino im Park, die Höflichkeiten, Displayausstellungen, Rathausgalerie, Ausstellungen im Schloss Ulmerfeld oder das Street Art Festival.
1983 erfolgte die Gründung des Festivals Musical Sommer Amstetten, dessen Repertoire bis 1988 der Operette gewidmet war; einige seiner Produktionen wurden vom Wiener Raimundtheater oder vom Stadttheater Klagenfurt übernommen. Die Amstettener Kulturwochen präsentieren Konzerte, Ausstellungen, Filmvorführungen und Lesungen; es fand 2022 bereits zum 67. Mal. Seit November 2017 finden in der Stadt jeden letzten Donnerstag im Monat Sessions statt; organisiert werden diese vom Verein JAMstetten – gemeinsam musizieren.
Das Stadtmarketing Amstetten veranstaltet weiters etwa die Amstettner Einkaufsnacht, den Stadtflohmarkt und die Automeile.
Kulinarische Spezialitäten
Amstetten als das Zentrum des Mostviertels versucht bewusst, Produkte, die der Boden dort hervorbringt, anzubieten. Dabei ist vor allem der Most zu nennen, dessen Brandprodukte schon europaweiten Ruf genießen. Viele Heurige, aber auch Restaurants und Landgasthöfe in Amstetten und dessen nächster Umgebung bieten eine Küche, die im Einzelfall bis auf Haubenniveau klettert. Auch hier erfolgte ein Umbau der letzten Jahre, nachdem Amstetten nach einer jahrzehntelangen Periode enormen gastronomischen Niveaus bürgerlicher Küche auch auf diesem Gebiet in eine Krise schlitterte, aus der sie sich aber punktuell wieder befreit hat.

## Wirtschaft und Infrastruktur
Als Sitz der Bezirkshauptmannschaft, der Polizeizentrale der Region, mehrerer Verwaltungs- und Staatsbehörden, Schulen und Ausbildungsstätten, sowie Sitz internationaler Konzerne, ist Amstetten Zentralort des westlichen Mostviertels und eine der bedeutendsten Städte Niederösterreichs. Seine Wirtschaft hat durch ihre Gewerbestrukturen und durch große Industriebetriebe bemerkenswerte auch internationale Bedeutung im Maschinenbau, in der Metall- und Holzverarbeitung, der Bauwirtschaft, der Papierindustrie, dem Transportwesen, der Chemie, und ist in den letzten Jahrzehnten zum Einkaufsplatz für die gesamte Region aufgestiegen.
Ein Großteil der Industrie- und Dienstleistungsbetriebe ist in den Stadtteilen Amstetten Stadt, Greinsfurth, Hausmening, Mauer sowie Neufurth angesiedelt, während die Stadtteile Preinsbach, Edla und Schönbichl vor allem ländlich strukturiert sind und noch zahlreiche land- und forstwirtschaftliche Betriebsstätten aufweisen.
Amstetten ist ein modernes Wirtschafts-, Schul- und Verwaltungszentrum geworden, das eine der höchsten Kaufkraftvergleichszahlen Niederösterreichs aufweist. Dem rasanten Wandel, aber auch der geographischen Lage gemäß, die Entsprechungen zeitigt, kämpft die Stadt speziell in den letzten 100 Jahren mit der Bestimmung ihrer Identität. Deren Bandbreite von der Bürger- und Beamtenstadt zur Arbeiterstadt, vom Zentrum der Landwirtschaft der Region zum modernen Wirtschaftsplatz geht. Und die Paradoxa aufweist: Wohlstand und Prosperität stehen vergleichsweise hohe Jugendkriminalität und Bevölkerungsfluktuation – bei gleichzeitig hoher Lebenszufriedenheit der angestammten Bevölkerung – gegenüber.

### Verkehr

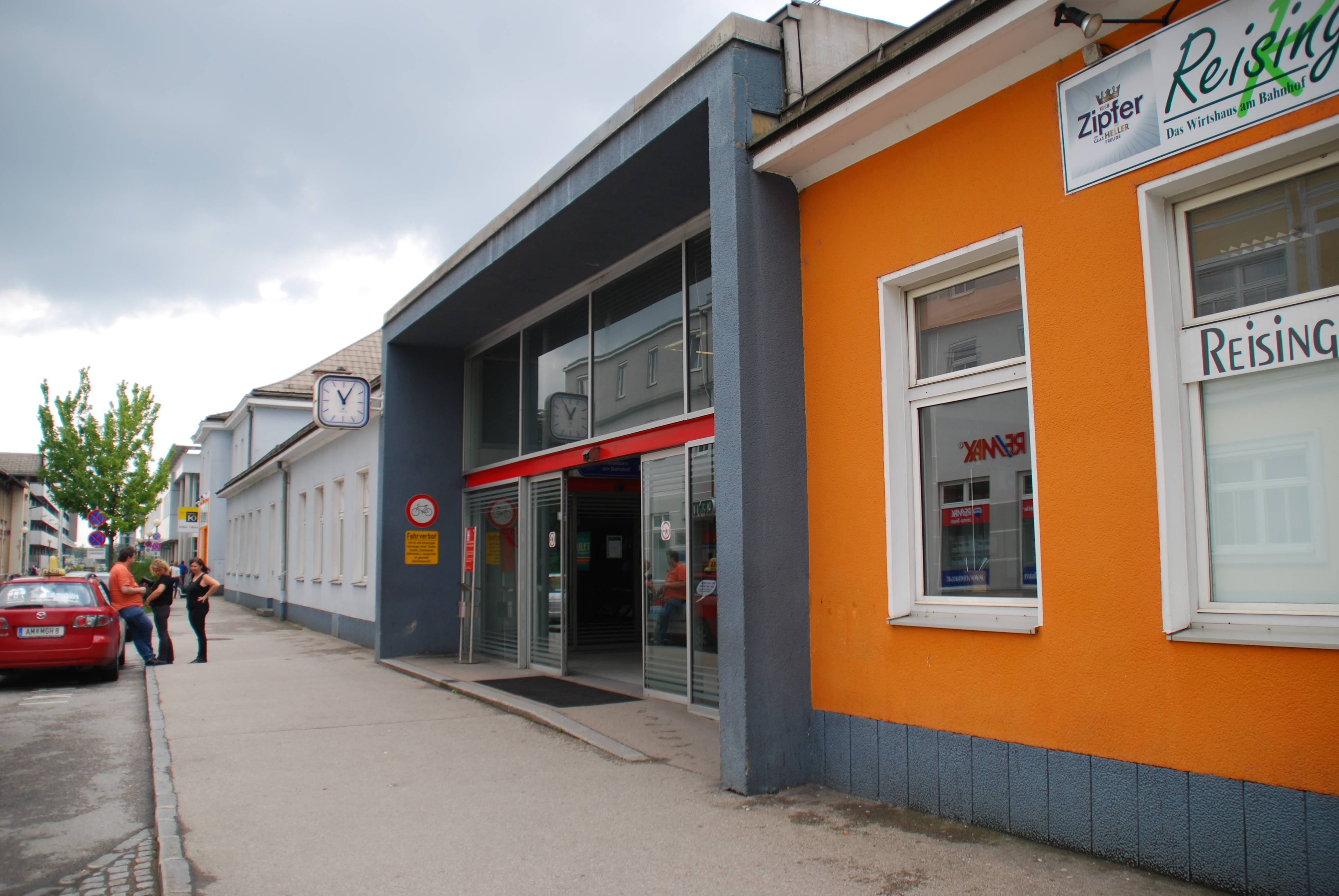
Eingang des Bahnhofs Amstetten

Amstetten liegt an der Westbahnstrecke, nach Südwesten gibt es zusätzlich mit der Bahnstrecke Amstetten–Kastenreith eine Verbindung zur Rudolfsbahn. Am Bahnhof Amstetten halten Fernverkehrszüge der ÖBB (RJ, D, ICE, NJ) und der WESTbahn auf der Relation (Salzburg –) Linz – Sankt Pölten – Wien (– Budapest). Nahverkehrszüge (REX, R) verbinden Amstetten nach Osten mit Sankt Pölten und Wien, nach Westen mit St. Valentin, Linz und Passau, nach Südwesten mit Waidhofen/Ybbs und Selzthal.
In der Nähe des Bahnhofs befinden sich 2 P& R-Anlagen. Die P+R-Anlage im Graben verfügt über insgesamt 650 Stellflächen und im Außenbereich wurde ebenfalls Platz für 600 PKW-Parkplätze geschaffen. Die Park&Ride-Anlage in der Eggersdorfer Straße verfügt über insgesamt 333 Stellplätze.
Wichtige Verkehrsverbindungen sind die West-Autobahn A 1 (Abfahrt Amstetten-West), die Wiener Straße B 1, die Weyerer Straße B 121 bzw. B 121A.
Weiters verfügt Amstetten über ein umfangreiches Radwegenetz, das auch überregional sehr gut erschlossen ist.

### Energieversorgung
Im Stadtgebiet von Amstetten besteht eine Fernwärmeversorgung mit Wärme aus den Biomasseheizwerken und der Abwärme aus den Biogasmotoren der Kläranlage und der Biogasanlage Doislau, wobei der Anteil der erneuerbaren Energie über 90 % beträgt. Versorgt werden neben privaten Haushalten, Wohnbauten und öffentliche Einrichtungen wie Schulen, Gericht und das Krankenhaus.

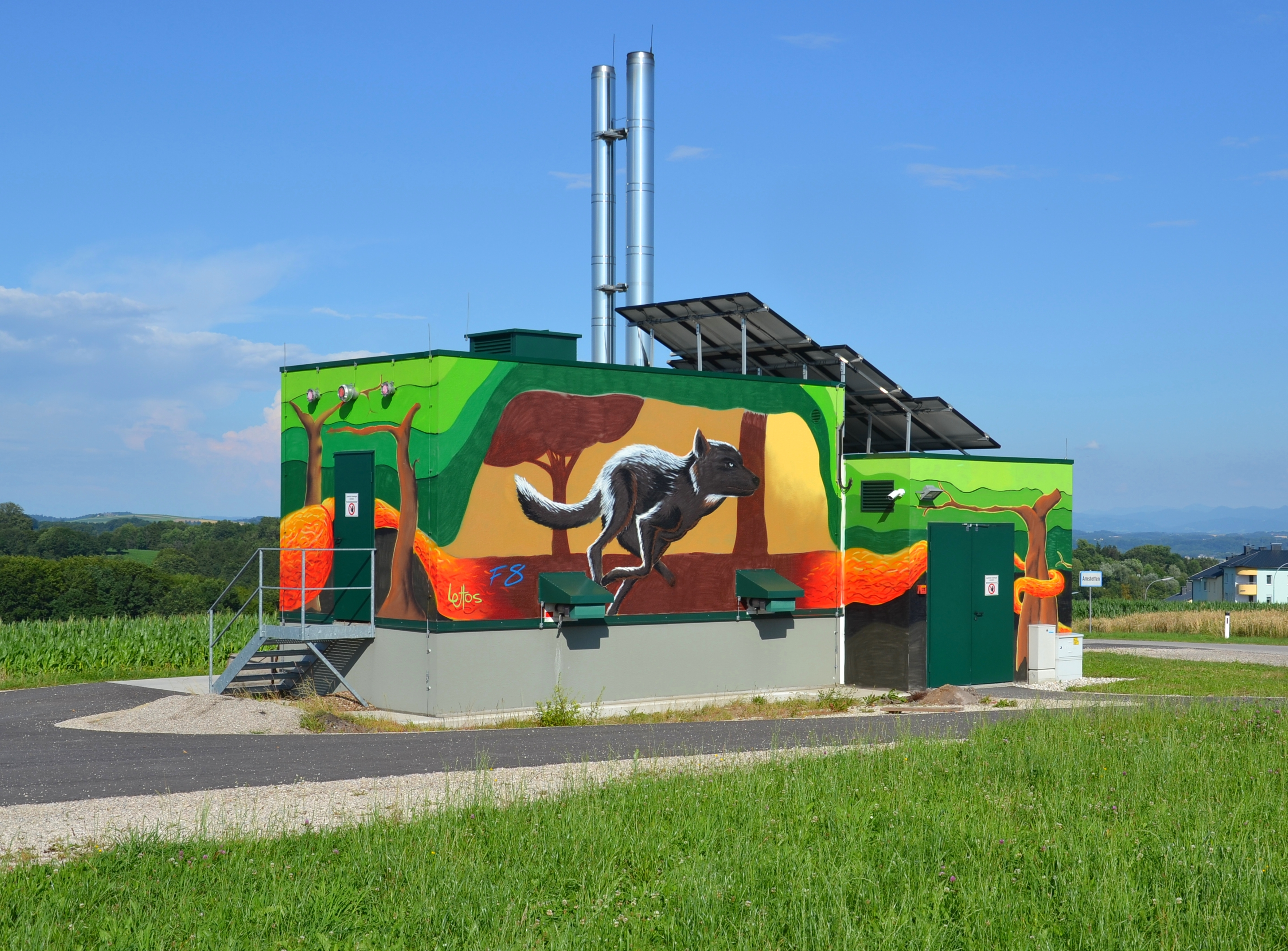
Biomasseheizwerk des örtlichen Wärmeversorgers bei der Parksiedlung mit Graffiti zur Gestaltung des öffentlichen Raumes von Lukas Friedl und Christoph Lettner; rechts Teil der zu versorgenden Wohnsiedlung

Amstetten hat stadteigenes Elektrizitätswerk, Wasserwerk und Bestattung, wobei diese Aktivitäten in den Stadtwerken Amstetten gebündelt sind. Diese besitzen neben dem Wasserkraftwerk auch einige PV Anlagen, so auch in der Doislau eine Freiflächengroßanlage mit 1,2 MW.
Mit dem Energiekonzept Amstetten 2010+ fördert die Gemeinde die langfristige Nutzung alternativer Energien. Amstetten wurde dafür 2006 (bereits zum dritten Mal) als Innovativste Gemeinde Österreichs ausgezeichnet.

### Ansässige Unternehmen
- Umdasch
- Mondi
- Ertl Glas AG
- Wieland Austria
- Ötscher Berufskleidung
- Ertex Solar
- Lisec GmbH

### Medien
Bereits in den späten 1970er Jahren begann der damals weitsichtig vorausgedachte Ausbau eines Kabelnetzes durch private Gesellschaften, dessen Infrastruktur heute für Kabelfernsehen und Internet genutzt wird. Am Ort selbst sind verschiedene Medienunternehmen ansässig, darunter der Lokalsender M4TV, AmPULS (Nachrichten der Stadtgemeinde Amstetten), Bezirksblätter.

### Öffentliche Einrichtungen
Zu den öffentlichen Einrichtungen in Amstetten gehören die Bezirkshauptmannschaft für den Bezirk Amstetten und die Österreichische Gesundheitskasse (ÖGK). Zudem befinden sich dort ein Finanz-, ein Vermessungsamt, die Stadtpolizei, die Arbeiter- und Wirtschaftskammer und die Gewerkschaftsstelle.
Die medizinische Versorgung stellen das Landesklinikum Amstetten und das Landesklinikum Mauer sicher. Das Krankenhaus Amstetten hatte seine Anfänge an seinem heutigen Ort in einem kleinen Epidemiepavillon. Durch gezielten Ausbau über Jahrzehnte wurde es zu einer medizinisch-technisch modernst ausgestatteten Schwerpunktklinik mit bestem Ruf, v. a. in der Chirurgie, Gynäkologie und Urologie. Im Stadtteil Mauer befindet sich die „Landesnervenheilanstalt Mauer“, die sich neurologischen und psychischen Erkrankungen aller Art widmet.

### Bildung

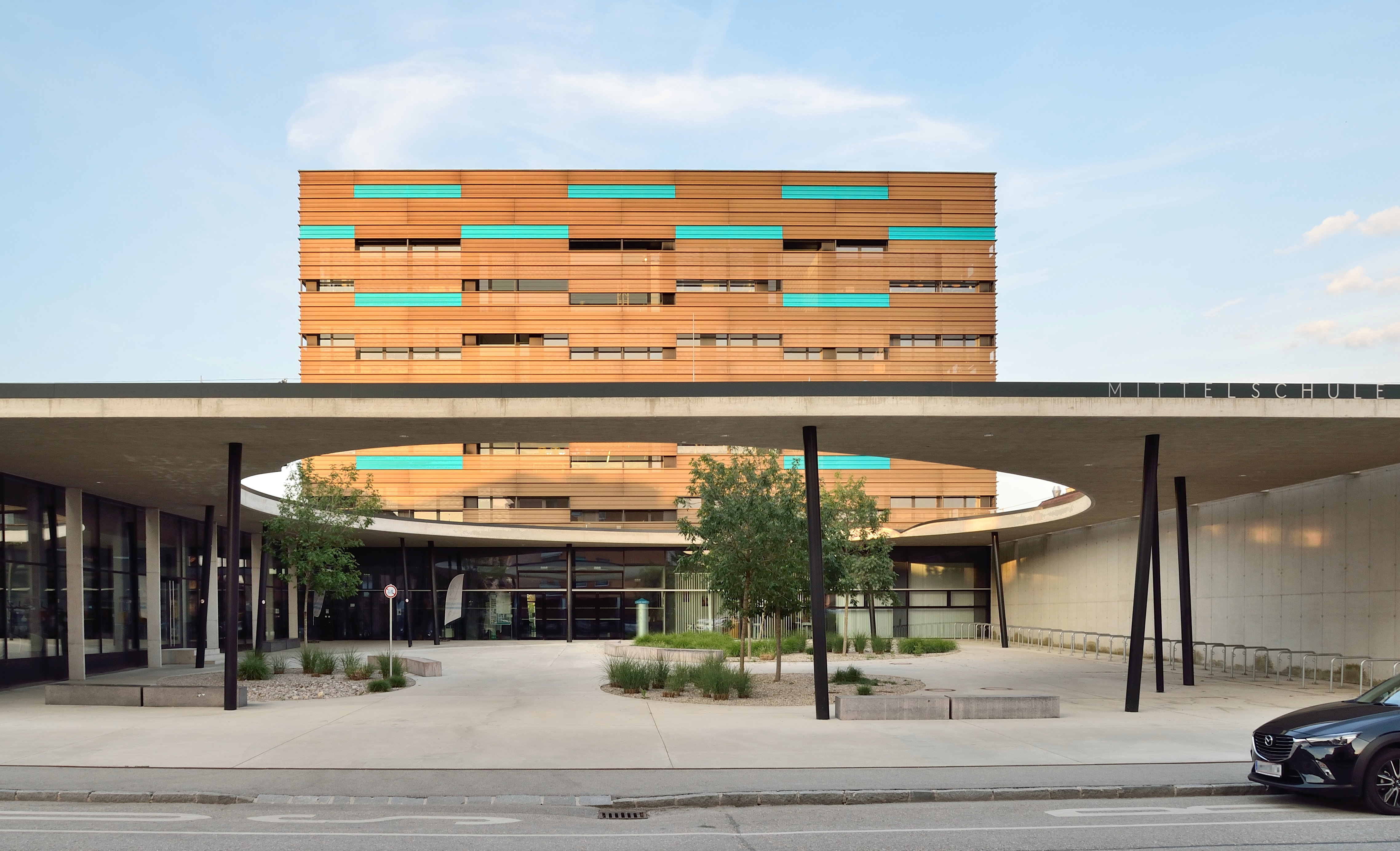
Mittelschule Amstetten

Im Stadtgebiet sind zahlreiche Bildungseinrichtungen vertreten. Neben verschiedenen Volksschulen und Mittelschulen finden sich das Bundesgymnasium und Bundesrealgymnasium Amstetten, die Handelsakademie und Handelsschule Amstetten (HAK/HAS), die Höhere Bundeslehranstalt für wirtschaftliche Berufe (HLW), die landwirtschaftliche Fachschule Gießhübl, die Bildungsanstalt für Elementarpädagogik (BAfEP), die Landesberufsschule für Mechatronik, elektro- und metallverarbeitendes Gewerbe, sowie eine dem Krankenhaus angeschlossene Ausbildungsstätte für Gesundheits- und Krankenpflege.

### Freizeitgestaltung
Das Angebot an Tourismusbetten in Amstetten oder der näheren Umgebung hat sich in den letzten Jahrzehnten bedeutend verbessert und weist heute hohes und höchstes Niveau auf allen Angebotsebenen auf.
An Freizeiteinrichtungen bietet die Bezirksstadt neben der einer Stadt dieser Größe mehr als angemessenen Gastronomie, Kino- oder Einkaufswelt, die Nutzung der Freibäder in Amstetten und Hausmening sowie des modernen Naturbades. Darüber hinaus steht die Mehrzweckhalle für Großveranstaltungen bzw. im Winter als Eishalle zur Verfügung.
Eine Spezialität von Amstetten ist das Angebot als Stützpunkt, der binnen 20 Auto- oder Bahnminuten mit einem Angebot aufwarten zu können, das von den reizvollen Schönheiten der Donau des Nibelungengau bei Grein und Hößgang bis zu den Gebirgen der Voralpen reicht. Dazu kommt die Nähe zu gut ausgebauten Schigebieten (Hochkar, Forsteralm) und Langlaufloipen, sowie zahlreiche Natur-Eislaufplätze, die sportive Freizeitgestaltung und Besichtigungstouren in Winter wie Sommer ermöglicht. Im Sommer, wo auch zahlreiche Badeseen, die sich in den Ybbsebenen befinden, neben Tennis, Golf, Fischen, Radwandern etc. locken. Nicht zu vergessen die Kulturdenkmäler von Weltruf – Stift Seitenstetten, Sonntagberg, Wachau als bekannteste – die Amstetten als Ausgangspunkt für Tagesausflüge ideal anbieten. Gegen Mitte April erblüht die Mostviertler Höhenstraße jährlich in weißer Pracht, dann nämlich wenn die tausenden Birnbäume blühen. Das Naturspektakel lockt jährlich tausende Besucher nach Amstetten und Umgebung.

### Freizeit- und Sportanlagen
- Uferpark im Stadtbad[15]
- Stadtbad Amstetten, Hallenbad und Freibad
- Heidebad Hausmening, Freibad
- Umdasch-Stadion (Leichtathletik, Fußball, American Football)
- SKU Ertl-Glas-Stadion (Fußball)
- Johann Pölz-Sporthalle (Volleyball, Basketball)
- Eishalle Amstetten (Eishockey, Eislaufen)
- Der Eisenwurzenweg, ein österreichischer Weitwanderweg, der den nördlichsten mit dem südlichsten Punkt Österreichs verbindet, verläuft durch Amstetten.

### Sportvereine
- Fußball – SKU Amstetten, SVU Mauer/Öhling, ASK Hausmening
- Volleyball – VCA Amstetten
- Eishockey – ECU Amstettner Wölfe
- American Football – Amstetten Thunder
- Stocksport – ASKÖ ESV Mauer, ASK Stockschützen Greinsfurth, ESV Amstetten Stocksport
- Cheerleader – Thunders Tanzsportverein
- Skisport – ESV Amstetten / Skilauf
- Triathlon – RATS Amstetten
- Leichtathletik – LCA Amstetten, ATUS Amstetten – Sektion A3

## Politik

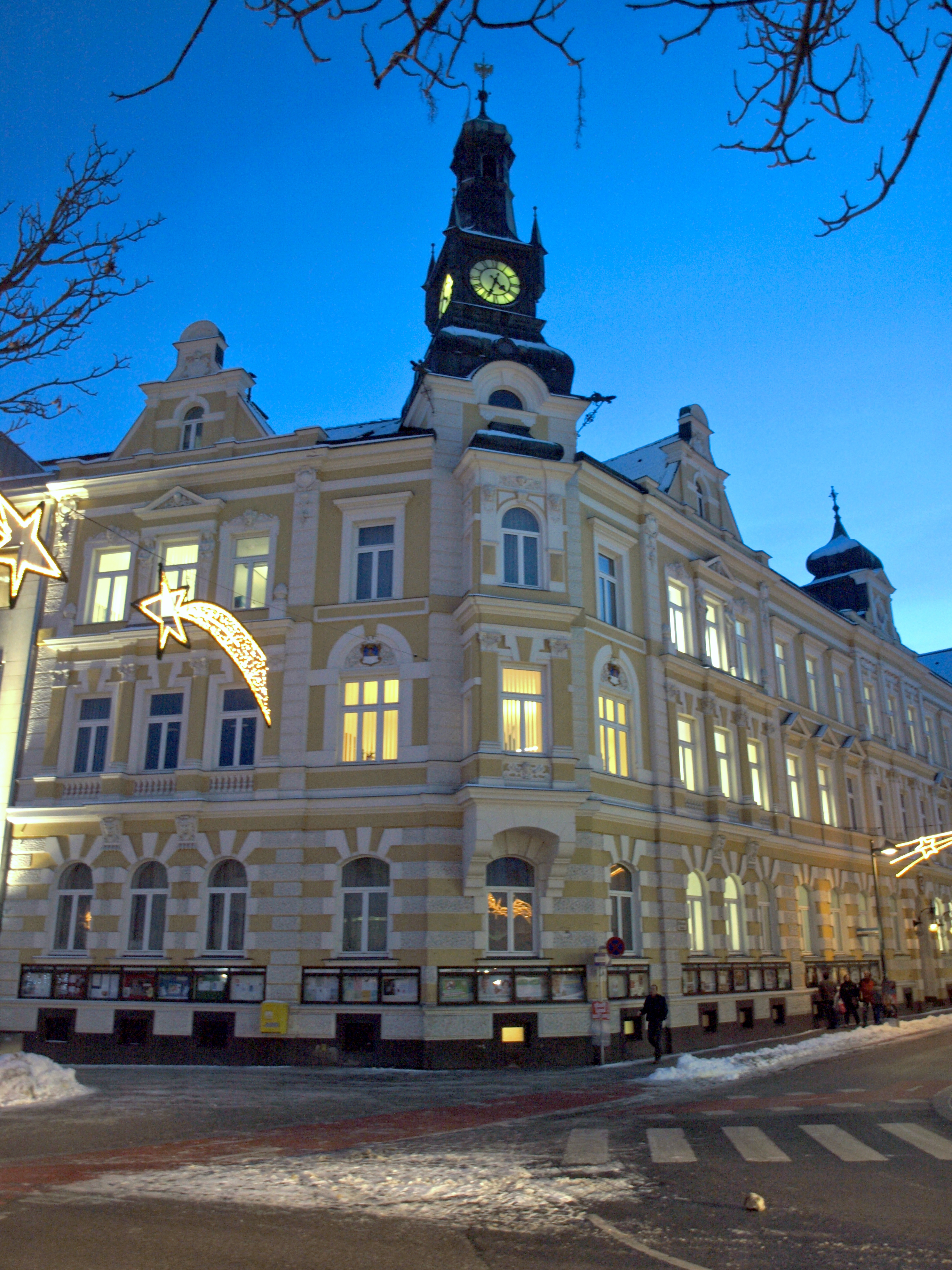
Das Rathaus von Amstetten

### Gemeinderat
Der Gemeinderat hat 41 Mitglieder.
- Nach den Gemeinderatswahlen in Niederösterreich 1990 hatte der Gemeinderat folgende Verteilung: 23 SPÖ, 16 ÖVP und 2 FPÖ.
- Nach den Gemeinderatswahlen in Niederösterreich 1995 hatte der Gemeinderat folgende Verteilung: 19 SPÖ, 9 ÖVP, 5 Liste Bündnis Aktiv, 4 Grüne und 4 FPÖ.[16]
- Nach den Gemeinderatswahlen in Niederösterreich 2000 hatte der Gemeinderat folgende Verteilung: 22 SPÖ, 13 ÖVP, 3 FPÖ und 3 Grüne.[17]
- Nach den Gemeinderatswahlen in Niederösterreich 2005 hatte der Gemeinderat folgende Verteilung: 24 SPÖ, 13 ÖVP, 2 Grüne, 1 FPÖ und 1 Grüne Offensive Liste Kitzler-Furtner.[18]
- Nach den Gemeinderatswahlen in Niederösterreich 2010 hatte der Gemeinderat folgende Verteilung: 24 SPÖ, 10 ÖVP, 5 FPÖ und 2 Grüne.[19]
- Nach den Gemeinderatswahlen in Niederösterreich 2015 hatte der Gemeinderat folgende Verteilung: 20 SPÖ, 10 ÖVP, 7 FPÖ, 3 Grüne und 1 NEOS.[20]
- Nach den Gemeinderatswahlen in Niederösterreich 2020 hat der Gemeinderat folgende Verteilung: 19 ÖVP, 16 SPÖ, 3 Grüne, 2 FPÖ und 1 NEOS.[21] Am 10. Februar 2020 einigten sich die ÖVP Amstetten und Die Grünen Amstetten auf eine Koalition und ein Arbeitsübereinkommen.[22]
- Nach den Gemeinderatswahlen in Niederösterreich 2025 hat der Gemeinderat folgende Verteilung: 18 ÖVP, 14 SPÖ, 6 FPÖ, 2 Grüne und 1 NEOS.[23]

### Bürgermeister
- 1934–1938 Hans Höller (CSP)
- 1938–1945 Wolfgang Mitterdorfer (NSDAP)
- 1945–1945 Hans Höller (CSP)
- 1945–1950 Peter Golser
- 1950–1955 Edmund Zeilinger
- 1955–1965 Josef Schmid (ÖVP)
- 1965–1978 Johann Pölz (SPÖ)
- 1978–1988 Josef Freihammer (SPÖ)
- 1988–2011 Herbert Katzengruber (SPÖ)
- 2011–2020 Ursula Puchebner (SPÖ)[24]
- seit 2020 Christian Haberhauer (ÖVP)[24]

### Wappen
|  | Blasonierung: „Ein von Silber über Blau quergeteilter Schild. In dem oberen Felde springt aus der Teilungslinie ein roter, ebenso bezungter und golden bewehrter Wolf hervor. Das untere Feld ist von einem gewellten Wasser durchzogen. Den Schild umgibt eine ornamentale bronzefarbene Einfassung, auf deren Hauptrande eine silberne Mauerkrone mit fünf sichtbaren Zinnen ruht.“ |
|  | |

### Partnerstädte
- 1979  Alsfeld, Deutschland
- 1992  Ruelle-sur-Touvre, Frankreich
- 1999  Pergine Valsugana, Italien